# ACTION アクション!!
『ACTION アクション!!』（Action）は、2019年のインドのタミル語アクションスリラー映画。監督はスンダル・C、製作はトライデント・アーツが務め、主要キャストとしてヴィシャール、タマンナー・バティア、アカンクシャ・プリ、アイシュワリヤー・ラクシュミ、ラームキ、ヨーギ・バーブ、カビール・ドゥーハン・シンが出演している。
2019年11月15日に公開され、批評家からはアクションシーンやキャストの演技、サウンドトラックが高く評価されたものの、脚本については酷評されている。興行収入もボックスオフィス・ボムとなったが、ヒンディー語吹替版は一定の成功を収め、2020年にはYouTubeで配信が始まった。

## ストーリー
タミル・ナードゥ州首相を父に持つスバッシュはインド陸軍の大佐で、テロリストの掃討作戦を終えて家族や恋人メーラを連れて休暇を楽しんでいた。同じころ、父は政界からの引退を決意し、副首相を務めている長男のサラヴァナンを後継に指名する。サラヴァナンは次期インド首相の有力候補であるグプタ党首と政党連合を結成する。数週間後、サラヴァナンはグプタ党首を招いて決起集会を開催するが、そこで友人のディーパクが州政府からの融資400億ルピーを持って行方をくらませたという知らせを受ける。サラヴァナンはすぐにディーパクに連絡を取るが、彼から「すぐに会場を離れるように」と警告される。一方、会場にいたスバッシュはメーラにメールを送るが、携帯電話を車の中に忘れてきたことに気付いた彼女は駐車場に向かい、そこで会場の爆破を企むテロリストに遭遇する。テロリストの車のナンバーを確認したメーラは会場に戻ろうとするが、警官に変装していた女に殺されてしまう。主犯の女によって会場が爆破され、グプタ党首を始めとする多くの犠牲者がでる惨事となり、負傷者が搬送された病院でスバッシュはメーラの遺体を発見して衝撃を受ける。
事件の発生後、「サラヴァナンがディーパクに命じて爆破事件を起こした」という噂が流れたため、サラヴァナンはディーパクとの通話記録を公表して疑惑を払拭するために記者会見を開こうと自宅に記者を集めるが、部屋で首を吊って死んだ状態で発見され、メディアは一層サラヴァナンに疑惑の目を向けるようになる。スバッシュは友人の警官バーラトと協力し、メーラが書き残した車のナンバーからテロリストの車を発見し、会場を爆破して兄サラヴァナンを殺した犯人が殺し屋のカイラであることを突き止める。スバッシュはカイラの活動拠点であるロンドンに向かい、ハッカーのジャックの協力を得て彼女の居場所を探し出す。カイラは部下たちにスバッシュを殺すように命令するが返り討ちにされ、彼女もスバッシュに殺される。ディーパクを探すためイスタンブールに向かったスバッシュは部下のディヤ中尉と合流し、現地で働く義兄マヤと協力してディーパクが持ち逃げした400億ルピーの回収に成功する。その後、ディーパクがマフィアが支配する町アルゴニアに潜伏していることを知った3人は町に潜入するが、そこでディーパクの死体を発見し、3人は殺人犯として警察に追われることになる。スバッシュは殺人犯の正体が現地の警察署長であることに気付き、ディヤを囮にして署長を誘き出し、事件の黒幕がテロリストとして国際指名手配中のマリクであることを聞き出す。マリクはインド国内で多くのテロ事件を引き起こし、現在はパキスタン軍のイクバル大将の庇護を受けて同国に潜伏していた。
事態をレーマン中将に報告したスバッシュはディヤと共にラホールに潜入し、レーマン中将の指示で潜入工作中だったイムランからマリクの居場所を聞き出す。数日後にマリクの娘の結婚式が執り行われることを知ったスバッシュは、ディヤをマリクの屋敷に潜入させて火事を起こし、混乱に乗じてマリクを拘束しようとする。イクバル大将の指示で屋敷を離れたマリクは途中でスバッシュに捕まるが、パキスタン警察の追撃を受けたスバッシュは逃亡し、マリクは警察に保護される。イクバル大将は負傷したマリクを病院に向かわせるが、そこで搬送されたのがマリクではなく影武者だったことが判明する。本物のマリクは屋敷でディヤとイムランに拘束されており、スバッシュは警察を欺くために影武者をイクバル大将の元に向かわせ、彼を追跡する振りをしていた。スバッシュの作戦に気付いたイクバル大将は空港に向かい、彼らが乗り込んでいるインド行きの飛行機の離陸を阻止するが、機内にはスバッシュたちの姿はなかった。スバッシュたちが乗り込んでいたのはネパール行きの飛行機であり、彼らはイクバル大将を尻目にパキスタンからの脱出に成功する。
ネパールに到着したスバッシュは、現地で待っていたレーマン中将にマリクを引き渡す。マリクの自白によって爆破事件の協力者だった党幹部たちが逮捕され、サラヴァナンの名誉は回復される。事件の解決後にスバッシュはマリクを殺して復讐を果たし、兄の息子アシュワントに「マリクは脱走を図ったため射殺された」と説明する。

## キャスト
- スバッシュ大佐 - ヴィシャール（英語版）
- ディヤ中尉 - タマンナー・バティア
- カイラ - アカンクシャ・プリ（英語版）（声：サクシ・アグルワール（英語版））
- メーラ - アイシュワリヤー・ラクシュミ
- サラヴァナン - ラームキ（英語版）
- カヤルヴィジ - チャヤ・シン（英語版）
- イムラン・カリール - アーラヴ・チョーダリー（英語版）
- レーマン中将 - サヤージ・シンデー（英語版）
- サイド・イブラヒム・マリク、マリクの影武者 - カビール・ドゥーハン・シン（英語版）
- マヤ・カンナン - シャー・ラー（英語版）
- ジャック - ヨーギ・バーブ
- マニの妻（スバッシュの姉） - ラージャシュリー・ナーイル
- タミル・ナードゥ州首相 - パラ・カルッパイヤ（英語版）
- ディーパク・メータ - ヴィンセント・アソーカン（英語版）
- バーラト・ラーオ - バーラト・レッディ（英語版）
- アシュワント - アシュワント・アショーククマール（英語版）
- タヒル・イクバル大将 - ユーリ・スーリー
- 警察署長 - ラヴィ・ヴェンカットラーマン
- インド内務大臣 - アミン・ハジー

カメオ出演
- 映画冒頭の解説者 - ヴィジャイ・セードゥパティ[5]
- スンダル・C（英語版）

## サウンドトラック
サウンドトラックの作曲はヒップポップ・タミラが手掛け、2019年10月30日にリリースされた。収録曲の一つ「Lights Camera Action」のラップ部分はヒップポップ・タミラとポールB・サイラスが担当しており、同曲のテルグ語版ではラーナー・ダッグバーティがラップ部分を担当している。
| #         | タイトル                                                                  | 作詞                                    | 作曲・編曲 | 歌手                                                                       | 時間 |
| --------- | ------------------------------------------------------------------------- | --------------------------------------- | ---------- | -------------------------------------------------------------------------- | ---- |
| 1.        | 「Nee Sirichalum」                                                        | パー・ヴィジャイ                        |            | サーダナー・サルガム、ジョニタ・ガンディー、シュリーニシャ・ジャヤシーラン | 4:38 |
| 2.        | 「Lights Camera Action」(ラップ: ヒップポップ・タミラ、ポールB・サイラス) | ヒップポップ・タミラ、ポールB・サイラス |            | カウシク・クリシュ、ラージャン・チェリヤ                                   | 3:01 |
| 3.        | 「Maula Maula」                                                           | パー・ヴィジャイ                        |            | ニキタ・ガンディー、クトル・カーン、バンバ・バクヤ                         | 3:51 |
| 4.        | 「Azhage」                                                                | ヒップポップ・タミラ                    |            | ナクル・アビヤンカール                                                     | 4:49 |
| 5.        | 「Fiyah Fiyah」                                                           | ヒップポップ・タミラ、Navz47、アリヴ    |            | Navz47                                                                     | 3:06 |
| 合計時間: | 合計時間:                                                                 | 合計時間:                               | 合計時間:  | 19:25                                                                      |      |

## 公開
2019年9月13日にオフィシャル・ティーザー、10月27日には予告編が公開された。11月15日から劇場公開が始まった。衛星放送権はスター・ヴィジャイが取得し、12月16日からAmazon Prime Videoで配信が始まった。台湾では2020年10月23日、日本では同年11月4日にDVDが発売された。また、ヒンディー語吹替版がソニー・マックスで放送された後、2020年10月4日からYouTubeで配信された。

## 評価

### 興行収入
『ACTION アクション!!』は製作費4億4000万ルピーに対して興行収入が1億1700万ルピー（タミル・ナードゥ州で7700万ルピー、テランガーナ州とアーンドラ・プラデーシュ州で4000万ルピー）であり、ボックスオフィス・ボムとなった。これに対し、製作会社のトライデント・アーツは「ヴィシャールから製作費の増額を求められ、最低でも2億ルピーの製作費を回収できない場合は、彼が損失を補填する契約を結んでいた」と主張して訴えを起こし、マドラス高等裁判所はヴィシャールに対して同社に損失分として8290万ルピーを支払うように命令している。

### 批評
批評家からの評価は混合的であり 、『ファーストポスト』は2/5の星を与えて「ヴィシャールとタマンナーの主演作は、まともなストーリーが欠落した型通りの作品だ。もう少し論理的な脚本があれば、暇つぶしに最適なエンターテインメントになっただろう」と批評している。『ザ・タイムズ・オブ・インディア』は2.5/5の星を与えて「エキゾチックなロケ地での様々なアクションシーンを、一見プロットらしく見えるものでつなぎ合わせただけだ。安っぽい台詞と大仰なアクションが好きなら、この映画を楽しめるかも知れない」と批評し、『Sify』は2/5の星を与えて「スンダル・Cとヴィシャールのコンビが作った『ACTION アクション!!』は、平均点以下のアクション・スリラーだ」と批評している。『フィルム・コンパニオン・サウス』のバラドワジ・ランガンは「物語の後半が予測可能な内容だったにもかかわらず、映画には緊張感が維持されていた。それによって演出の華麗さの欠如を補ったのだ」と評価する一方、コメディシーンについては物語に不要な「観客の妥協点だった」と指摘している。